# Zweedse parlementsverkiezingen 1988
Op 18 september 1988 wordt in Zweden een nieuw parlement verkozen. De stembusgang kan enigszins opgevat worden als een protest van de kiezer: vooral de kleine partijen – christendemocraten en communisten – winnen stemmen, een nieuwe partij – de Miljöpartiet (MP) – doet zijn intrede in het parlement, de opkomst ligt met 86% vrij laag voor Zweden en er zijn dubbel zoveel blanco stemmen als in 1985. De intrede van een groene partij in het parlement, meteen met 20 zetels, betekent de grootste verschuiving in het stabiele Zweedse partijenlandschap, dat niet meer zo hevig is gewijzigd sinds de doorbraak van de agrarische Bondeförbundet (de huidige Centerpartiet) zo’n 70 jaar eerder.

## De campagne
De Moderaterna (M) – de conservatieve partij – is nog steeds de grootste oppositiebeweging tegen het sociaaldemocratisch bestuur. Hun traditionele eisen zijn privatisering van publieke sector, aanpassing van het belastingsysteem en de verkoop van overheidsbedrijven – in 1988 is dat niet anders. De Folkpartiet liberalerna (FP) en de Centerpartiet – de twee andere belangrijke oppositiepartijen – treden de M en dele bij; tot een gezamenlijk regeringsprogramma komt het immers niet. Uiteindelijk, door de manifestatie van de Miljöpartiet in de campagne, komen M, FP en C alsnog tot een gezamenlijk standpunt inzake milieu.
De economische parameters zien er voor de Socialdemokraterna (S) vrij gunstig uit: werkloosheid is vrijwel onbestaand, het overheidstekort is teruggedrongen. Toch zullen de sociaaldemocraten af te rekenen krijgen met enkele schandalen (onder meer het Boforsschandaal), waardoor de minister van Justitie moet opstappen. De sociaaldemocraten beloven een zesde week vakantie, maar over milieu, belastingen en defensie brengen ze geen standpunt.
Tot slot zijn er nog de kleinere partijen. De communistische Vänsterpartiet kommunisterna (VpK) is verwikkeld in een interne machtsstrijd en haar leider kan ternauwernood aanblijven. De christendemocratische KDS moet, na een samenwerking met de Centerpartiet in 1985, opnieuw alleen naar de kiezer. Vooral moraal en ethiek liggen de christendemocraten na aan het hart. De KDS wil zich concentreren op één kiesdistrict (Jönköping) teneinde daar 12% van de stemmen halen. Het lijkt de partij immers moeilijk de kiesdrempel van 4% te halen over het hele land; het kiessysteem wil wel dat wanneer een partij in een enkel district 12% haalt, er een parlementaire vertegenwoordiging komt. De Miljöpartiet moet met een veel kleiner budget aan de slag, maar slaagt er beter dan voorheen in om haar boodschap via de media uit te dragen. Die boodschap bestaat uit de eis om kernenergie te laten varen, hogere milieueisen op te leggen aan de industrie en een ‘neen’ tegen deelname aan de EEG.

## Resultaten

Resultaten per kiesdistrict, volgens belang (gewicht) van elk district. Elk kiesdistrict heeft de kleur van die partij die in het desbetreffende kiesdistrict het grootste aantal stemmen heeft gehaald.

De conservatieve M en de liberale FP worden de grote verliezers van de verkiezingen en verliezen enkele percenten ten opzichte van 1985. Ook de regerende sociaaldemocraten moeten wat inleveren, al wordt hun verlies gecompenseerd door de winst van de communistische VpK. Zo blijft de balans in de Riksdag overhellen naar links (177 zetels voor links, ten opzichte van 152 voor rechts). Naast de communistische partij, kan ook een andere kleine partij, de Kristdemokratiska samhällspartiet (KDS), succes boeken. De christendemocraten beleven hun beste stembusgang ooit (2,9%), maar moeten wel hun enige zetel prijsgeven. Tot slot is er nog de groene MP – misschien wel de grootste winnaar – die eensklaps 5% en 20 zetels wint.
Onder de 349 gekozen parlementsleden bevinden zich 132 of 38% vrouwelijke volksvertegenwoordigers.
| Partij                                  | Partijleider               | Stemmen   | %       | ± %      | Zetels | ± Zetels |
| --------------------------------------- | -------------------------- | --------- | ------- | -------- | ------ | -------- |
| Socialdemokraterna (S)                  | Ingvar Carlsson            | 2 321 826 | 43,21   | ▼ 1,47   | 156    | ▼3       |
| Moderaterna (M)                         | Carl Bildt                 | 983 226   | 18.30   | ▼3,03    | 66     | ▼10      |
| Folkpartiet (FP)                        | Bengt Westerberg           | 655 720   | 12,20   | ▼2,03    | 44     | ▼7       |
| Centerpartiet (C)                       | Olof Johansson             | 607 240   | 11,30   | ▼1,12    | 42     | ▼2       |
| Vänsterpartiet kommunisterna (VpK)      | Lars Werner                | 314 031   | 5,84    | ▲0,48    | 21     | ▲2       |
| Miljöpartiet (MP)                       | Eva Goës en Birger Schlaug | 296 935   | 5,53    | ▲4,03    | 20     | ▲20      |
| Kristdemokratiska samhällspartiet (KDS) | Alf Svensson               | 158 182   | 2,94    | (▲2,94)  | 0      | (▼1)     |
| Overige partijen                        | —                          | 36 559    | 0,68    | —        | 0      | —        |
| Geldige stemmen                         | —                          | 5 373 719 | 100     | —        | —      | —        |
| Ongeldige stemmen                       | —                          | 67 331    | —       | —        | —      | —        |
| Totaal                                  | Totaal                     | 5 441 050 | (85,96) | ▼ (3,97) | 349    | —        |

1911 · 1914 · 1917 · 1920 · 1921 · 1924 · 1928 · 1932 · 1936 · 1940 · 1944 · 1948 · 1952 · 1956 · 1958 · 1960 · 1964 · 1968 · 1970 · 1973 · 1976 · 1979 · 1982 · 1985 · 1988 · 1991 · 1994 · 1998 · 2002 · 2006 · 2010 · 2014 · 2018 · 2022